# اچ‌دی ۱۶۴۶۰۴
اچ‌دی ۱۶۴۶۰۴ یک ستاره است که در صورت فلکی کمان قرار دارد.